# Microtatorchis iboetii
Microtatorchis iboetii är en orkidéart som beskrevs av Johannes Jacobus Smith. Microtatorchis iboetii ingår i släktet Microtatorchis och familjen orkidéer. Inga underarter finns listade i Catalogue of Life.